# درون‌نام و برون‌نام
در زبانشناسی، بُرون‌نام (نام خارجی) به نامی گفته‌می‌شود که دیگران به یک قوم یا یک کشور یا یک منطقه یا یک پدیده جغرافیایی یا یک زبان یا مفاهیم نظیر آن می‌دهند و درون‌نام (نام داخلی) به نامی گفته‌می‌شود که اهالی خودِ آن قوم یا زبان برای توصیف همان مفهوم به کار می‌برند. به عنوان نمونه، واژهٔ «چین»، برون‌نامِ آن کشور است که توسط فارسی‌زبانان به کار می‌رود. افرادی که اهل چین هستند و به چینی صحبت می‌کنند، به آن کشور «چین» نمی‌گویند بلکه آن را «جون‌گو» (به چینی: 中國) می‌نامند. و این یعنی «جون‌گو»، درون‌نامِ چین است.

## اهمیت موضوع
در بعضی کشورها یک پدیده جغرافیایی ممکن است در هر زبانی نام ویژه‌ای داشته باشد در هند حدود ۶۰۰ زبان وجود دارد که بیست زبان آن رسمی است در جنوب آفریقا دوازده زبان رسمی وجود دارد بعضی نام‌ها یا پدیده‌ها و عوارض جغرافیایی در هر زبان نام خاصی دارد. این نام‌های متعدد شناسایی مکان‌ها را مشکل می‌کند لذا از میان این نام‌ها یک برون‌نام و یک درون‌نام باید رسمیت پیدا کند و استانداردسازی شود. درون‌نام و برون‌نام در علم جغرافیا و بیشتر در امروزه به دلیل دریانوردی و هوانوردی اهمیت پیدا می‌کند به همین دلیل گروه نامهای جغرافیایی در سازمان ملل از همه کشورها خواسته است تا با تأسیس انجمن‌های تخصصی  نام‌های جغرافیایی خود را استانداردسازی نمایند. نمونه‌ای از این انجمن‌ها که روی نامگذاری فارسی اسامی اثرگذار است، کمیته تخصصی نام‌نگاری و یکسان‌سازی نام‌های جغرافیایی ایران است.
سازمان ملل متحد ترجیح می‌دهد استفاده از برون‌نام‌ها در عرصهٔ بین‌الملل به حداقل میزان ممکن تقلیل یابد.

## اختلاف‌نظرها و پیچیدگی‌ها
در برخی موارد، برون‌نام‌ها بار منفی دارند و استفاده از آنان در میان مردم آن قوم، ناشایست تلقی می‌شوند. به عنوان مثال، قوم رومانی ترجیح می‌دهند که با این نام مورد خطاب قرار بگیرند، نه با برون‌نامِ «کولی» (یا واژه‌ی انگلیسیِ gypsy که در اصل به معنی «اهل مصر» است، یا واژه‌ی فرانسویِ bohémien که در اصل به معنی «اهل بوهم» است).
همچنین در برخی موارد دولتِ یک کشور استفاده از یک نام خاص را به عنوان برون‌نام یک کشور الزامی می‌کند. به عنوان نمونه در سال ۱۹۳۵، رضا شاه از کشورهای خارجی خواست تا کشور ایران را در زبان رسمی‌شان با نام ایران خطاب قرار بدهند، و نه با بُرون‌نامِ  «پرشیا» یا «پرسیا». در آن زمان، درون‌نام این کشور، «ایران» بود ولی خارجی‌ها کشور را با واژه «پرشیا» می‌شناختند.